# Beloruska ljudska republika
Beloruska ljudska republika (belorusko Белару́ская Наро́дная Рэспу́бліка; Belaruskaja Narodnaja Respublika; BNR) je bila prva beloruska nacionalna država. Ustanovljena je bila 25. marca 1918 v Minsku in je prenehala obstajati 5. januarja 1919, ko je Minsk zasedla vojska Ruske sovjetske federativne socialistične republike. Oblasti Beloruske ljudske republike so nato ustanovile vlado v izgnanstvu. Za lažje razlikovanje od poznejše podobno imenovane komunistične republike se je za njo uveljavilo tudi ime Beloruska demokratična republika.

## Zgodovina
Beloruska ljudska republika je bila ustanovljena 25. marca 1918, med prvo svetovno vojno, ko so Belorusijo okupirali Nemci v skladu z brest-litovskim mirom.
Po ruski februarski revoluciji marca 1917 so v Belorusiji začeli aktivno razpravljati o bodisi pridobitvi avtonomije znotraj Rusije ali razglasitvi samostojnosti. Zastopniki večine beloruskih pokrajin ter različnih družbenih skupin in političnih usmeritev so decembra 1917 ustanovili Beloruski narodni svet, ki je začel oblikovati beloruske vladne ustanove. Ne boljševiki ne Nemci Beloruskega narodnega sveta niso priznali, vendar so Nemci na neodvisno Belorusijo gledali tudi kot na uresničitev svojega geopolitičnega načrta oblikovanja tamponskih držav za Srednjo Evropo. 
Vzporedno s pogajanji med Nemci in ruskimi boljševiki za končanje vojne je Beloruski narodni svet začel aktivno zahtevati priznanje avtonomnega statusa Belorusije, medtem ko so znotraj njega še vedno potekale razprave, ali naj Belorusija postane avtonomna znotraj Rusije ali naj razglasi samostojnost. 
Beloruski narodni svet je v Prvi ustavni listini, sprejeti 21. februarja 1918, sebe razglasil za edino legitimno oblast na ozemlju Belorusije. Po podpisu brest-litovskega miru med Nemci in boljševiki je Beloruski narodni svet 9. marca 1918 sprejel Drugo ustavno listino, s katero je razglasil ustanovitev Beloruske ljudske republike. Beloruski narodni svet je postal začasna vlada Belorusije in se preimenoval v Svet Beloruske ljudske republike (tudi: Rada Beloruske ljudske republike). 25. marca 1918 je Svet izdal Tretjo ustavno listino, s katero je razglasil samostojnost Belorusije. Temu so po beloruskih mestih sledila krajevna zborovanja, na katerih so sprejemali resolucije v podporo ustanovitvi samostojne republike.
Ko je po podpisu brest-litovskega miru v Minsk vkorakala nemška vojska, je ovirala delo Sveta Beloruske ljudske republike, toda ta je kljub temu začel organizirati vladne ustanove v različnih delih Belorusije, kot tudi nacionalni izobraževalni sistem in belorusko vojsko.   

### Ozemlje
V skladu s Tretjo ustavno listino naj bi Beloruska ljudska republika obsegala ozemlje, kjer so bili Belorusi v absolutni večini. To so bili Mogiljovska gubernija, beloruski deli Minščanske, Grodnoške, Vilenske, Vitebske in Smolenske gubernije ter deli nekaterih drugih sosednjih gubernij, naseljeni z Belorusi. To ozemlje so sicer ob Belorusih naseljevali tudi številni Litvanci, Poljaki in Judi.

### Vojska
Mlada beloruska republika je poskušala ustanoviti redno vojsko. Že leta 1917 so se začele oblikovati beloruske vojaške enote znotraj razkrajajoče se Ruske imperialne armade. V vojski beloruske republike je služilo ok. 11.000 vojakov, večinoma prostovoljcev.                      

### Nekatera druga dejanja neodvisne beloruske vlade
V času svojega kratkega obstoja je beloruska vlada vzpostavila tesne stike z Ukrajinsko ljudsko republiko, organizirala uvoz živil iz Ukrajine in s tem preprečila lakoto v državi. Belorusija je ustanovila diplomatska zastopstva v Nemčiji, Estoniji, Ukrajini, Finski, Češkoslovaški, Turčiji in nekaterih drugih državah, da bi lobirala za beloruske interese ali podpirala beloruske vojake in begunce, ki so pristali v različnih delih nekdanjega Ruskega imperija. Beloruska vlada je uspela ustanoviti 150-350 šol in začela s pripravami za ustanovitev Univerze v Minsku. 
Leta 1918 si je beloruski predsednik vlade na obisku pri Leninu neuspešno prizadeval doseči rusko priznanje beloruske samostojnosti. Ker je bila Beloruska ljudska republika obkrožena z močnejšimi sosedami, je kmalu izgubila svojo samostojnost in ni uspela postati prava država z ustavo ali opredeljenim državnim ozemljem. Januarja 1919 je Sovjetska Rusija zasedla Belorusijo in na njenem ozemlju ustanovila marionetno Sovjetsko socialistično republiko Belorusijo, ki jo je nato z enako kratkoživo Litovsko sovjetsko socialistično republiko spojila v Litovsko-belorusko sovjetsko socialistično republiko.

## Vlada v izgnanstvu
Ko se je decembra 1918 nemška vojska umaknila z ozemlja Belorusije, je njeno ozemlje zasedla Rdeča armada in ustanovila Sovjetsko socialistično republiko Belorusijo. Svet Beloruske ljudske republike se je umaknil v Vilno in nato v Grodno, središče delno avtonomne regije znotraj Republike Litve. Med poljsko invazijo po začetku poljsko-sovjetske vojne leta 1919 pa se je Svet umaknil v Prago. V dvajsetih letih 20. stoletja si je v izgnanstvu neuspešno prizadeval za mednarodno priznanje beloruske države in podpiral protikomunistična prizadevanja v Belorusiji . 
Med drugo svetovno vojno beloruska vlada v izgnanstvu, ki je bila nastanjena v Pragi, ni hotela sodelovati z nacistično Nemčijo in je dajala izjave v podporo zahodnim Zaveznikom. Leta 1945 je napredovanje Rdeče armade prisililo Svet Beloruske ljudske republike k umiku v zahodni del Nemčije, ki sta ga okupirali britanska in ameriška vojska. Februarja 1948 je Svet izdal poseben manifest, s katerim je razglasil, da je postal spet aktiven. Aprila 1948 je Svet skupaj z zastopniki beloruskih povojnih beguncev v Osterhofnu na Bavarskem organiziral konferenco.
Po razpadu Sovjetske zveze leta 1990 so podobne vlade v izgnanstvu sosednjih držav (Litve, Poljske in Ukrajine) predale svoje mandate novim neodvisnim vladam svojih držav. Tudi Svet Beloruske ljudske republike je bil pripravljen po razglasitvi beloruske samostojnosti leta 1990 predati svoj mandat demokratično izvoljenemu beloruskemu parlamentu. Ko pa je leta 1994 izvoljeni predsednik Aleksander Lukašenko vzpostavil svoj avtoritarni režim, se vrnil k sovjetskim državnim simbolom in ruščino spet uvedel kot državni jezik, je Svet Beloruske ljudske republike opustil ta namen. Svet Beloruske ljudske republike še vedno obstaja kot vlada v izgnanstvu in lobira za interese beloruske diaspore v državah, kjer ima svoje zastopnike. Po stanju iz leta 2014 je Svet Beloruske ljudske republike najstarejša obstoječa vlada v izgnanstvu na svetu.
Od poznih osemdesetih let 20. stoletja široki krogi beloruske demokratične opozicije praznujejo 25. marec, dan razglasitve neodvisnosti Beloruske ljudske republike, kot Dan svobode (belorusko Дзень волі). Tega dne običajno opozicija organizira v Minsku množične shode, organizacije beloruske diaspore, ki podpirajo belorusko vlado v izgnanstvu, pa organizirajo praznovanja.